# Mühldorf–Pilsting-vasútvonal
A Mühldorf–Pilsting-vasútvonal egy normál nyomtávolságú, egyvágányú, nem villamosított vasútvonal Németországban Mühldorf és Pilsting között. A vasútvonal hossza 59,4 km.